# Vasilefs Georgios (destroyer)
Ne doit pas être confondu avec Roi Georges (corvette).

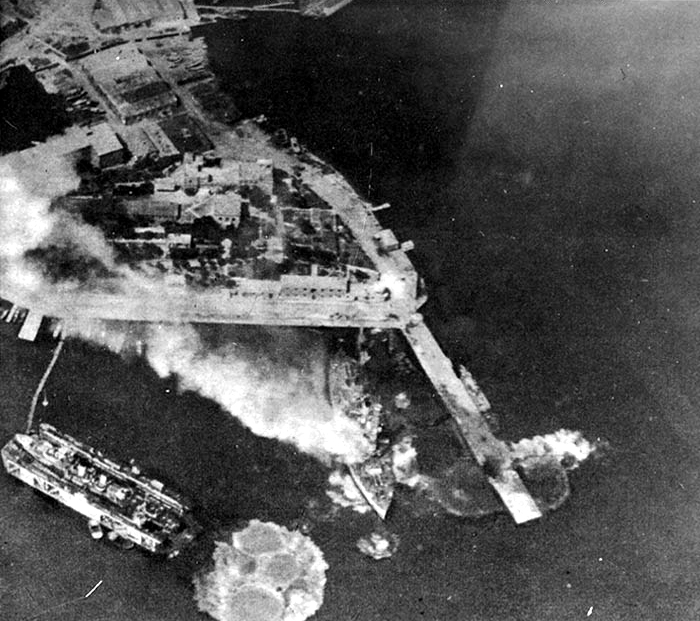
Attaque allemande de la base navale de Salamis le 23 avril 1941. Le destroyer Vasilefs Georgios est situé au coin inférieur gauche, sur le pont flottant.

Le Vasilefs Georgios  (Roi Georges (D-14) - en grec moderne : Βασιλεύς Γεώργιος Α' ΙΙ) est un destroyer de type Greyhound de la marine royale hellénique. Construit entre 1936 et 1938 par la British Yarrow Shipyard, il est nommé d’après le roi Georges Ier de Grèce. Il sert la Grèce pendant la Seconde Guerre mondiale mais est capturé par les Allemands après avoir été gravement endommagé en 1941. Le navire est alors renommé Hermes et intégré à la Kriegsmarine jusqu’en 1943, année où il est sévèrement endommagé puis sabordé.

## Histoire

### Au service de la Grèce
Construit entre 1936 et 1938 par la British Yarrow Shipyard, il est nommé d’après le roi Georges Ier de Grèce. Après son arrivée en Grèce, il est d’abord utilisé comme navire amiral de la flotte de destroyers. 
Avec le déclenchement de la guerre italo-grecque, le navire participe notamment aux premier et troisième raids dans le canal d'Otrante (14 et 15 janvier 1941). Le 14 avril 1941, il est attaqué par les Allemands et endommagé alors qu’il est ancré dans la baie de Sofikos, dans le Golfe Saronique. Le Roi Georges atteint alors avec difficulté l’île de Salamine, où il est mis en cale sèche.  
Cependant, l’avancée allemande empêche l’achèvement des réparations et il est décidé de le saborder. Les troupes allemandes parviennent malgré tout à retrouver l’épave et la renflouent.

### Au service de l’Allemagne
Après avoir été réparé par les Nazis, le Roi Georges est intégré à leur marine et renommé Hermes. Il devient alors le navire amiral de la flotte allemande dans la région. 
Le 30 avril 1943, l’Hermes est sévèrement endommagé durant une attaque organisée par les Alliés. Il gagne alors le cap Bon, en Tunisie, où il est bientôt capturé par les troupes occidentales. À la Libération, il est décidé de ne pas réparer le navire à cause du coût élevé des réparations nécessaires et son épave est abandonnée.